# Need for Speed: Underground 2
Need for Speed: Underground 2 (рус. Жажда скорости: Подполье 2 сокр. NFSU2) — компьютерная игра серии Need for Speed в жанре аркадных автогонок, разработанная студией EA Black Box и изданная компанией Electronic Arts для игровых приставок, персональных компьютеров и мобильных телефонов в 2004 году. Игра является сиквелом Need for Speed: Underground. В России Need for Speed: Underground 2 была издана компанией «Софт Клаб» первоначально с русской документацией, а с 2006 года — полностью на русском языке. Это восьмая основная часть серии.
Игровой процесс в Need for Speed: Underground 2 придерживается основных аспектов предшественника: игроку предстоит участвовать в уличных гонках, зарабатывая деньги и получая уважение среди других гонщиков. В продолжении значительно улучшены возможности тюнинга автомобилей, который играет важную роль в прохождении. Помимо этого, в игре появились такие нововведения, как режим свободной езды и джипы. В режиме карьеры присутствует сюжет, в котором главный герой участвует в гонках на улицах города Бэйвью и старается победить серьёзного противника — Калеба.
Разработка Need for Speed: Underground 2 велась после выхода успешного хита — Need for Speed: Underground. Благодаря хорошим отзывам и продажам игры разработчики решили создать сиквел. После выхода Need for Speed: Underground 2, как и первая часть, получила очень положительные отзывы от критиков. Проект хвалили за интересный игровой процесс, графику и музыкальное сопровождение, но критике подвергалось отсутствие полиции и затянутость прохождения. Как и его предшественник, он также имел коммерческий успех: было продано около 11 миллионов копий по всему миру и побиты рекорды продаж в Соединённом Королевстве. Позже вышла версия на PlayStation Portable, под названием Need for Speed: Underground Rivals.

## Игровой процесс
Need for Speed: Underground 2 является трёхмерной гоночной игрой. Геймплей сосредоточен на уличных гонках. Основным режимом игры является «Карьера», в котором игрок должен побеждать в состязаниях, продвигаясь по сюжету. В нём существует 5 этапов, которые открываются в зависимости от количества пройденных гонок. В этом режиме есть возможность свободно разъезжать по вымышленному городу Бэйвью. Помимо самого игрока, по улицам города ездят гонщики, с каждым из которых можно устроить дуэль, цель в котором — обогнать соперника и оторваться от него на 300 метров. При успехе игрок получает 100, 250 или 400 наличных (в зависимости от количества пройденных этапов), а в случае проигрыша деньги забирают у игрока. В некоторых случаях вместо денежной награды игроку даётся возможность получить эксклюзивные детали для своего автомобиля.
При этом на карте появляется звездочка, от которой за определённое время необходимо приехать к указанному магазину. Помимо этого, в городе можно обнаружить места проведения гонок (светящиеся круги с пиктограммой, которая определяет вид гонки).
Во время свободного вождения игроку могут звонить уличные гонщики, которые сообщают о гонках, не отмеченных на карте. За победы в них положено увеличенное вознаграждение.
Во время передвижения по городу также можно найти денежные бонусы и светящиеся пиктограммы с восклицательным знаком, в которых содержатся полезные советы, при нахождении которых игрок также получает небольшую денежную сумму, что особенно актуально в самом начале игры. Время от времени, игроку будут приходить сообщения, в которых содержится информация о предстоящих гонках и событиях, или же о новых деталях тюнинга.
Как только игрок начнёт делать первые успехи в уличных гонках и тюнинговать автомобиль до определённого количества звёзд, время от времени его будут приглашать на съёмки для обложек автомобильных журналов или DVD. При этом на карте отмечается место, от которого за определённое время необходимо доехать до фотографа. В некоторых случаях игроку будет позволено самостоятельно выбрать фон фотографии (игрок волен использовать несколько видов камеры и передвижение по городу) и вид машины (открытые/закрытые капот, двери и/или багажник). За обложки игроку будут платить гонорары. Чем лучше тюнинг у автомобиля, тем больше игрок получит денег. Всего можно собрать 20 обложек журналов и 10 обложек DVD. Также, при успехах в гонках, игроку будет предложено подписывать контракты со спонсорами. После подписания контракта игрок должен выиграть три спонсорские гонки, отмеченные на карте крестиками, а также выиграть определённое количество гонок на выбор и сфотографироваться для обложек DVD. У каждого спонсора индивидуальны гоночные состязания, в которых игроку необходимо победить. В случае успеха игрок может бесплатно взять любой автомобиль из магазинов Бэйвью.

### Типы гонок
В Need for Speed: Underground 2 присутствует восемь видов гонок со своими правилами и особенностями. В режиме «Карьера» за победу игрок получает деньги. В гонках типа «Кольцо» нужно первым пересечь финишную черту на последнем круге, число которых варьируется от двух до пяти. В гонках типа «Спринт» нужно первым пересечь финишную черту, а трассы являются незамкнутыми. В гонках типа «Драг-рейсинг» нужно первым пересечь финишную черту, проехав короткую дистанцию, при этом не столкнувшись с автомобилями трафика и неподвижными объектами на трассе. Кроме того, в этих гонках доступна только механическая коробка передач. В зависимости от точности переключения передач автомобиль будет быстрее или медленнее разгоняться. Если долгое время разгоняться и при этом не переключать передачи, то сломается двигатель, что приводит к проигрышу. В гонках типа «Дрифтинг» нужно набирать очки, приводя автомобиль в занос. При выполнении заносов у обочины или вплотную к машинам трафика начисляются дополнительные призовые очки. Если игрок врезается в преграды или машины участников дорожного движения, у него не зачисляются очки. На небольших закрытых трассах в гонке участвуют сразу четыре гонщика, включая игрока, а в городе — только один игрок. В гонках типа «Стрит-X» гонщики выступают на небольших закрытых трассах с извилистыми поворотами. В этом виде соревнований невозможно использовать закись азота. Цель та же, что и в гонках типа «Кольцо» — первым пересечь финишную черту на последнем круге. В гонках типа «Профессиональная лига» участники выступают на специальных гоночных трассах. Цель та же, что и в гонках типа «Кольцо» — первым пересечь финишную черту на последнем круге. В одной такой гонке может быть несколько заездов на разных трассах. В гонках типа «Гонки на джипах» цель та же, что и в других гонках, однако все участники, включая игрока выступают на джипах. Этот тип гонок доступен только если игрок в качестве основной машины выбрал внедорожник.
В режиме «Быстрый заезд» игрок может настраивать количество кругов, интенсивность дорожного движения, количество соперников и другие параметры, в зависимости от типа гонки. Кроме того, в этом режиме есть тип заезда «Тест-драйв», где игрок может свободно разъезжать по городу и устраивать дуэли с другими свободно ездящими гонщиками.

### Многопользовательская игра
В версиях Need for Speed: Underground 2 для платформ PlayStation 2, Xbox и Windows предусмотрен режим многопользовательской игры через Интернет или по локальной сети. Для Xbox присутствует возможность подписки в сервисе Xbox Live. В многопользовательской игре на выбор доступны такие типы гонок, как «Кольцо», «Спринт», «Драг-рейсинг», «Дрифтинг», «Стрит-X» и «Дуэль». Последний из режимов — специальный. Он создан для многопользовательской игры, и по сути представляет собой то же самое, что и в одиночной игре, но позволяет устроить дуэль между реальными людьми на заранее заготовленных пресетах трасс (на них некоторые участки города ограничены барьерами). Режим также имеет однопользовательскую версию (в разделе «Быстрая гонка»), но в данном случае вы управляете двумя автомобилями одновременно: собственным и авто соперника. Режим для одиночной игры не доделан разработчиками, и поэтому отключен в коде игры. Как и в одиночной игре, в игре по сети можно тюнинговать автомобиль и выбирать трассу для участия в гонках. Серверы многопользовательской игры Need for Speed: Underground 2 были официально закрыты компанией Electronic Arts в 2006 году, анонсирование закрытых серверов было введено гораздо позже и EA Games опубликовали список всех закрытых серверов в 2010 году.
На консоли GameCube режим сетевой игры отсутствует, однако имеется многопользовательский вариант для двух игроков с технологией разделённого экрана и с теми же типами гонок, что и в сетевой игре. Этот режим также присутствует на Xbox и PlayStation 2.

### Автомобили
Как и в предыдущих частях серии, в Need for Speed: Underground 2 представлены лицензированные автомобили от известных мировых производителей, таких как Nissan, Toyota, Ford и другие. Выбор автомобилей схож со своим предшественником, представляя собой обычные серийные машины. Тем не менее, в продолжении появился новый тип автомобилей — джипы, которые являются необходимыми для некоторых гонок; всего в игре их три — Cadillac Escalade, Hummer H2 и Lincoln Navigator. Они заметно отличаются от легковых машин более тяжёлым управлением. В режиме карьеры новые автомобили можно купить в магазинах, которые открываются в разных районах города по мере прохождения игры. Всего игрок может иметь в гараже до пяти автомобилей. Машины также можно продавать за половину стоимости. Управление автомобилями является несколько упрощённым, в сравнении со своими реальными аналогами. Кроме того, машины в игре не повреждаются при столкновениях.
В игре предусмотрены обширные возможности по тюнингу и стайлингу автомобилей. В режиме «Карьера» по городу можно находить магазины тюнинга автомобилей. После того, как игрок его найдёт, он появится на карте. Изменять можно большое количество запчастей: бамперы, спойлеры, диски, фары, тонировку, багажник, неоновую подсветку и так далее. Предусмотрен тюнинг производительности автомобиля с обширными настройками двигателя и ходовой части, влияющие на показатели скорости, ускорения и управления. Также можно установить закись азота, позволяющая быстро набирать скорость; для того, чтобы пополнять её запас, нужно выполнять различные манёвры на дороге, например занос или прыжок, но в случае ДТП запас уменьшается. Для того, чтобы открыть уникальные запчасти в режиме карьеры, нужно определённое количество раз выиграть заезд в режиме свободной езды по городу. После очередной победы, проигравший отправит игроку сообщение, в котором укажет место, где нужно встретиться, после чего надо за определённое время приехать в магазин запчастей, отмеченный на карте. В случае успеха игроку предложат установить что-либо из доступных запчастей. В версии для Nintendo DS есть возможность создания собственных деталей для украшения любого транспортного средства.

## Сюжет

### Игровой мир
Действия игры происходят в вымышленном городе Бэйвью (англ. Bayview). Он имеет сходства с такими реальными городами, как Лос-Анджелес и Лас-Вегас. Как и в Олимпик-Сити (городе Need for Speed: Underground), в Бэйвью не существует полиции, а действия всегда проходят в ночное время суток. По улицам города разъезжают машины, а также имеется динамическая смена погодных условий — при дожде, который может начаться и прекратиться в любой момент, управление автомобилями осложняется. Для ориентирования в городе присутствуют карта и система GPS.
Бэйвью состоит из пяти районов: Центр города (англ. City Center), Старый город (англ. Beacon Hill), Северное нагорье (англ. Jackson Heights), Восточный порт (англ. Coal Harbor East) и Западный порт (англ. Coal Harbor West). Они имеют между собой существенные различия, например, в Центре города преобладают широкие улицы и небоскрёбы, а в Северном нагорье — извилистые дороги и каньоны. Каждый следующий район открывается, когда игрок завершает прохождение текущего этапа. Большинство районов связаны сетью скоростных автомагистралей, которые выделены на карте белым цветом. Помимо этого, некоторые улицы доступны лишь в типе гонок «Драг-рейсинг», а отдельные территории — в типах «Стрит-X», «Дрифтинг», «Драг-рейсинг» и «Профессиональная лига».

### История
После того, как главный герой стал лучшим гонщиком в Олимпик-Сити (городе игры Need for Speed: Underground), во время езды по улицам ему звонит неизвестный гонщик, который приглашает его на состязание. Герой едет в указанное место, и внезапно его ослепляет фарами вызвавший на соревнование водитель на чёрном Hummer H2. В результате главный герой попадает в аварию и его Nissan Skyline R34 разбивается. Водитель Hummer H2, Калеб, являющийся главным антагонистом игры, разговаривает по телефону с неизвестным преступником и выполняет его поручения. Спустя полгода Саманта, подруга героя, которая помогала ему на протяжении сюжета Need for Speed: Underground, пишет ему письмо, в котором просит его прилететь в другой город — в Бэйвью. Главный герой прибывает на самолёте в Бэйвью. В аэропорту его ждёт зелёный Nissan 350Z, принадлежащий Рэйчел Теллер — новой подруге главного героя. Приехав в автосалон на машине Рэйчел, предварительно выиграв на ней несколько гонок, герой покупает себе новый автомобиль на страховку за разбитый Skyline, и отправляется в гараж, где Рэйчел знакомит его с автомехаником Томми, который всегда готов помочь в работе с автомобилем.
Герой осваивается в новом городе и зарабатывает деньги на новые детали для транспортных средств, побеждая в гоночных состязаниях и снимаясь для обложек автомобильных журналов и DVD, а спонсоры выделяют средства для приобретения новых автомобилей. Постепенно главный герой, участвуя в гонках профессиональной лиги, добивается всеобщего уважения, однако, у него появляются и серьёзные соперники — уличные гонщики самого Калеба. В очередной гонке профессиональной лиги Калеб просит участвовать в ней Никки Моррис, которая твёрдо уверена в том, что сможет победить в гонке главного героя, и считает его недостойным соперником. Однако Калеб утверждает, что Никки ошибается, и уверяет её, что нужно постараться. Никки проигрывает в гонке герою. Калеб недоволен её работой, а Никки в ярости ссорится с ним и уезжает от Калеба. В последующих гонках главному герою проигрывают и лучшие гонщики Калеба, из-за чего тот рассержен на них. В заключительной гонке против героя принимает участие сам Калеб, уверяющий неизвестного по телефону, что точно сможет победить в гонке.
Если игрок победит в гонке Калеба, то главного героя встретят с радостью и восторгом, и признают лучшим гонщиком в Бэйвью. Если же в гонке первое место займёт Калеб, он будет злорадствовать из-за своей победы над героем и унижать его.

## Разработка и выход игры
Решение компании Electronic Arts выпустить сиквел Need for Speed: Underground было принято по причине коммерческого успеха игры. За разработку продолжения, как и в случае с первой частью, была ответственная студия EA Black Box. Концепция и основные черты Need for Speed: Underground 2 аналогичны предшественнику — участие в уличных гонках с целью зарабатывания денег для покупки и модифицирования автомобилей. Тем не менее, были внесены некоторые улучшения и нововведения. Так, выбор автомобилей стал больше и разнообразнее (например, появились джипы), возможности изменения машин значительно расширились, и, кроме того, появились полноценный открытый мир, содержащий более 200 км дорог, и новые режимы гонок. Официальный анонс Need for Speed: Underground 2 состоялся 23 апреля 2004 года.
В Need for Speed: Underground 2 используется лицензированный под лейблом саундтрек в жанрах хип-хоп, электроника и рок от известных исполнителей и групп, таких как Chingy («I Do»), Xzibit («LAX»), Queens of the Stone Age («In My Head»), Cirrus («Back on a Mission»), Unwritten Law («The Celebration Song») и многих других. В настройках игры есть возможность настроить воспроизведение каждой композиции — только в меню, только в гонке, везде или выключить. Над оригинальным музыкальным сопровождением, которое проигрывается во время показа некоторых видеороликов, работал композитор Том Сальта. В версиях для портативных систем Game Boy Advance и Nintendo DS использована другая музыка от Аллистера Бримбла. Несмотря на то, что официального альбома с музыкальным сопровождением Need for Speed: Underground 2 не было выпущено, треки «Intro Song» и «The Baddest» композитора Тома Сальты вошли в обновление «Legends» для игры Need for Speed 2015 года.
Need for Speed: Underground 2 была издана 15 ноября 2004 года на территории Северной Америки. В феврале 2006 года версия игры для персональных компьютеров была локализована в России компанией «Софт Клаб» полностью на русском языке. Помимо этого, в русской версии автомобили Acura RSX и Honda Civic были заменены на Peugeot 106 и Vauxhall Corsa 1.8, порядок же открытия машин в режиме «Карьера» отличается.

### Need for Speed: Underground Rivals
Need for Speed: Underground Rivals — первая игра серии Need for Speed выпущенная на PlayStation Portable. Релиз игры состоялся 24 февраля 2005 года в Японии, 14 марта 2005 года в Северной Америке, и 1 сентября 2005 в Европе. Need for Speed: Underground Rivals разработана компанией Team Fusion и издана EA Games.
Действие игры происходит в вымышленном городе Нексус (англ. Nexus). В отличие от Need for Speed: Underground 2, здесь нет открытого мира. Автопарк, доступный игроку состоит из 24 автомобилей, включая 4 бонусных. Локации представляют собой десять кольцевых трасс, проходящих по улицам города и имеющих множество перекрёстков и альтернативных путей, а также три прямых участка дорог для драг-рейсинга и отдельные закрытые для дорожного движения участки для проведения соревнований по дрифтингу и стрит-кроссу. Цель игры — победить во всех заездах на высшем уровне сложности и выиграть четыре уникальных бонусных автомобиля. Нексус — вымышленный город, отдельные локации которого перерисованы с портативной версии Need for Speed: Underground 2 для Nintendo DS, однако благодаря лучшим графическим возможностям PSP, они более детализированы. Город очень яркий, с преобладающей фиолетово-синей и насыщенной жёлтой цветовой гаммой. В городе развита сеть многополосных скоростных шоссе и автобанов. Некоторые улицы отдалённо напоминают улицы Бэйвью из Need for Speed: Underground 2.

## Оценки и мнения
| Сводный рейтинг       | Сводный рейтинг | Сводный рейтинг | Сводный рейтинг | Сводный рейтинг | Сводный рейтинг | Сводный рейтинг | Сводный рейтинг |
| Издание               | Оценка          | Оценка          | Оценка          | Оценка          | Оценка          | Оценка          | Оценка          |
| Издание               | DS              | GBA             | GC              | PC              | PS2             | PSP             | Xbox            |
| --------------------- | --------------- | --------------- | --------------- | --------------- | --------------- | --------------- | --------------- |
| GameRankings          | 65,44 %         | 69,45 %         | 79,98 %         | 83,50 %         | 80,77 %         | 76,44 %         | 82,61 %         |
| Metacritic            | 65/100          | 72/100          | 77/100          | 82/100          | 82/100          | 74/100          | 83/100          |
| Иноязычные издания    |                 |                 |                 |                 |                 |                 |                 |
| Издание               | Оценка          | Оценка          | Оценка          | Оценка          | Оценка          | Оценка          | Оценка          |
| Издание               | DS              | GBA             | GC              | PC              | PS2             | PSP             | Xbox            |
| 1UP.com               | N/A             | N/A             | N/A             | 8,5/10          | 8,5/10          | N/A             | 8,5/10          |
| Edge                  | N/A             | N/A             | 6/10            | 6/10            | 6/10            | N/A             | 6/10            |
| EGM                   | N/A             | N/A             | 8,33/10         | N/A             | 8,33/10         | 7,83/10         | 8,33/10         |
| Eurogamer             | N/A             | N/A             | N/A             | N/A             | N/A             | N/A             | 6/10            |
| G4                    | N/A             | N/A             | N/A             | [ 27 ]          | [ 27 ]          | N/A             | N/A             |
| Game Informer         | N/A             | [ 28 ]          | 8/10            | N/A             | 8/10            | 8/10            | 8/10            |
| GamePro               | N/A             | N/A             | [ 31 ]          | N/A             | [ 31 ]          | [ 32 ]          | [ 31 ]          |
| GameRevolution        | N/A             | N/A             | B−              | B               | B               | B−              | B               |
| GameSpot              | 7,2/10          | 8/10            | 7,1/10          | 7,4/10          | 7,4/10          | 7,9/10          | 7,4/10          |
| GameSpy               | [ 41 ]          | N/A             | [ 42 ]          | [ 43 ]          | [ 44 ]          | [ 45 ]          | [ 44 ]          |
| GameZone              | 7,7/10          | N/A             | 8,9/10          | 9/10            | N/A             | 8/10            | 9,2/10          |
| IGN                   | 7/10            | 8/10            | 8,3/10          | 9,1/10          | 9/10            | 7,9/10          | 9,1/10          |
| Nintendo Power        | 6/10            | 2,8/5           | 3,8/5           | N/A             | N/A             | N/A             | N/A             |
| Nintendo World Report | N/A             | 8,5/10          | 8,5/10          | N/A             | N/A             | N/A             | N/A             |
| OPM                   | N/A             | N/A             | N/A             | N/A             | [ 62 ]          | [ 63 ]          | N/A             |
| OXM                   | N/A             | N/A             | N/A             | N/A             | N/A             | N/A             | 8,9/10          |
| PC Gamer (US)         | N/A             | N/A             | N/A             | 88 %            | N/A             | N/A             | N/A             |
| Русскоязычные издания |                 |                 |                 |                 |                 |                 |                 |
| Издание               | Оценка          | Оценка          | Оценка          | Оценка          | Оценка          | Оценка          | Оценка          |
| Издание               | DS              | GBA             | GC              | PC              | PS2             | PSP             | Xbox            |
| Absolute Games        | N/A             | N/A             | N/A             | 76 %            | N/A             | N/A             | N/A             |
| PlayGround.ru         | N/A             | N/A             | N/A             | 8,4/10          | N/A             | N/A             | N/A             |
| «Игромания»           | N/A             | N/A             | N/A             | 9,5/10          | N/A             | N/A             | N/A             |
| «Страна игр»          | N/A             | N/A             | N/A             | 7/10            | N/A             | N/A             | N/A             |

Need for Speed: Underground 2 получила в основном положительные отзывы критиков. На GameRankings опубликована статистика: для мобильных телефонов — 86 %, для ПК — 83,50 %, для Xbox — 82,61 %, для PlayStation 2 — 80,77 %, для GameCube — 79,98 %, для Game Boy Advance — 69,45 % и для DS — 65,44 %. Игра была широко признана одной из лучших игр серии и запомнилась качеством игрового процесса, продолжительностью, бесконечными настройками, интересными побочными миссиями, графикой и добавлением «Free Roam». Тем не менее, некоторые из его элементов также подверглись критике, например, необходимость проезжать слишком много, чтобы попасть на определённые гонки, мягкая озвучка и сильный продакт-плейсмент для компаний, практически не связанных с автогонками, например, интеграция логотипа для Cingular, существовавшая в то время американская компания беспроводной связи, в систему обмена сообщениями игры и отображала её на экране на протяжении большей части игрового процесса. Версия для GameCube также подвергалась критике за нестабильную частоту кадров и плохую графику, хип-хоп сленг, используемый персонажами во время сюжета и в игровом процессе (например, называя деньги «банком»), ролики в стиле комиксов и отсутствие полиции также подверглась критике.
GameSpot дал версии для мобильного телефона 9,2 балла из 10 и сказал, что это "не просто лучшая гоночная игра, когда-либо созданная для мобильного телефона, но и столь необходимая демонстрация технологии V Cast. Эта игра может похвастаться продолжительностью игры. и переиграть так много заказов, выходящих за рамки мобильных норм, что это требует полного изменения парадигмы. Проще говоря, мобильные игры только что получили столь необходимый толчок вверх по эволюционной лестнице ". IGN поставил той же версии восемь баллов из возможных. из десяти и назвал это «большим шагом для мобильных игр, на мой взгляд. Хотя есть вещи, которые мне не нравятся в игре — загрузка и некоторые проблемы с управлением — я не могу отрицать, что это чертовски крутой пакет. вам нужна игра, которая максимально использует ваш 3D-телефон, Need for Speed Underground 2 — это игра, которую вы должны получить».
Detroit Free Press присвоила версии Rivals все четыре звезды, воскликнув: "Гонки здесь — это сплошное удовольствие, с рычащими двигателями, прыжками и короткими дорожками, которые позволяют вам разбивать заборы. Но есть продуманные дополнения, в том числе Party Play. «The Sydney Morning Herald, однако, поставила версии Rivals три с половиной звезды из пяти и сказала: „Хотя Rivals и не лучшая гоночная игра для PSP, Rivals — увлекательная уличная гонка, которая предлагает быстрые острые ощущения“. С другой стороны, та же газета поставила версиям для GameCube, PS2, PC и Xbox четыре звезды из пяти и написала: „Хотя действие вождения не такое удовлетворительное, как в превосходной Burnout 3, оно все ещё достаточно сильны, чтобы вы могли участвовать в 150 или около того гонках“. места в центре города огромны, в них преобладают небоскребы, свет которых заливает улицы сияющим сиянием».

### Продажи
По данным Electronic Arts, к концу 2004 года по всему миру было продано более 8,4 миллиона единиц Need for Speed: Underground 2. Версия Underground 2 для PlayStation 2 получила награду «Двойная платина» от Ассоциации издателей программного обеспечения для развлечений и отдыха (ELSPA), что указывает на то, что в Соединённом Королевстве было продано не менее 600 000 копий. В конечном итоге игра была продана тиражом около 11 миллионов копий и вошла в «бестселлеры» каждой консоли, «Лучшие хиты PS2», «Платиновые хиты Xbox» и «Выбор игрока GameCube».